# تازه‌کند نصیرآباد (هوراند)
تازه‌کند نصیرآباد یکی از روستاهای استان آذربایجان شرقی است که در بخش مرکزی شهرستان هوراند واقع شده‌است. این روستا ۴۹ نفر جمعیت دارد.